# Danmarks og Holsteens Flora
Danmarks og Holsteens Flora (abreviado Danm. Holst. Fl.) es un libro con ilustraciones y descripciones botánicas que fue escrito por el botánico danés Carl Gottlob Rafn y publicado en Copenhague en 2 volúmenes en los años 1796 a 1800, con el nombre de Danmarks og Holsteens Flora: sÿstematisk phÿsisk og oekonomisk bearbeÿdet et priiskrivt af ...